# Синичино (Велізький район)
Синичино (рос. Синичино) — присілок Велізького району Смоленської області Росії. Входить до складу Погорєльського сільського поселення.
Населення — 22 особи (2007 рік). 